# 姜寛一
姜 寛一（カン・グァニル、朝鮮語: 강관일 ）は、朝鮮民主主義人民共和国の政治家。朝鮮労働党中央委員会委員候補。朝鮮労働党副部長などを歴任した。

## 経歴
出生地や生年月日は不明。城津製鋼連合企業所党責任書記を経て、2010年9月28日に開催された朝鮮労働党第3回党代表者会で朝鮮労働党中央委員会委員候補に選出され、2011年12月17日に金正日総書記が死去した際には、国家葬儀委員会委員に選ばれた。2012年5月1日に金正恩第一書記がガラス工場を現地指導行った際に随行し、2014年3月3日には朝鮮労働党副部長に任命されていることが確認された。
2016年5月9日に開催された朝鮮労働党第7次大会で朝鮮労働党中央委員会委員候補に選出されたが、以降の動静は不明。